# Finn Lynch
Finn Lynch (Carlow, 23 de abril de 1996) es un deportista irlandés que compite en vela en la clase Laser.
Ganó una medalla de plata en el Campeonato Mundial de Laser de 2021 y una medalla de bronce en el Campeonato Europeo de Laser de 2024.

## Palmarés internacional
| \| Campeonato Mundial \| Campeonato Mundial \| Campeonato Mundial \| Campeonato Mundial \| \| Año \| Lugar \| Medalla \| Clase \| \| ------------------ \| ------------------ \| ------------------ \| ------------------ \| \| 2021 \| Barcelona (España) \| Medalla de plata \| Laser \| \| Campeonato Europeo \| \| \| \| \| Año \| Lugar \| Medalla \| Clase \| \| 2024 \| Atenas (Grecia) \| Medalla de bronce \| Laser \| |                    |                   |       |
| Campeonato Mundial |                    |                   |       |
| Año | Lugar              | Medalla           | Clase |
| 2021 | Barcelona (España) | Medalla de plata  | Laser |
| Campeonato Europeo |                    |                   |       |
| Año | Lugar              | Medalla           | Clase |
| 2024 | Atenas (Grecia)    | Medalla de bronce | Laser |